# Papilomatose respiratória
A papilomatose laríngea, também conhecida como papilomatose respiratória recorrente ou papilomatose glótica, é uma condição médica rara na qual tumores benignos (papiloma) se formam ao longo do trato aerodigestivo. Existem duas variantes baseadas na idade do surgimento de sintomas: papilomatose laríngea juvenil e adulta. Os tumores são causados por infecção pelo papilomavírus humano (HPV) da garganta. Os tumores podem levar ao estreitamento das vias aéreas, o que pode causar sua obstrução ou alterações vocais. A papilomatose laríngea é diagnosticada inicialmente por meio da laringoscopia indireta após a observação dos tumores na laringe e pode ser confirmada por meio de uma biópsia. O tratamento da papilomatose laríngea visa remover os papilomas e limitar sua recorrência. Devido à natureza recorrente do vírus, geralmente são necessários tratamentos repetidos.
A papilomatose laríngea é tratada principalmente de forma cirúrgica, embora tratamentos suplementares não cirúrgicos e/ou médicos possam ser considerados em alguns casos. A evolução da papilomatose laríngea é altamente variável. Embora a recuperação total possa ser observada, muitas vezes é persistente apesar do tratamento. O número de novos de casos de papilomatose laríngea é de aproximadamente 4.3 casos por 100.000 crianças e 1.8 casos por 100.000 adultos anualmente.